# Le Triangle (Montréal)
Pour les articles homonymes, voir Triangle (homonymie).
 (juin 2023).
Le Triangle est un secteur de l'arrondissement Côte-des-Neiges–Notre-Dame-de-Grâce de Montréal. Le secteur a été réaménagé au cours des dernières années et de nombreux projets de construction de condos ont été complétés. La Ville de Montréal a encouragé le développement du secteur pendant les années 2010. Le secteur est nommé ainsi car il forme un triangle d’environ 40 hectares délimité par l’avenue Mountain Sights à l'ouest, la rue de la Savane au nord et à l'est et le chemin de fer du Canadien Pacifique (CP) au sud.